# 요안네스 사레스베리엔시스

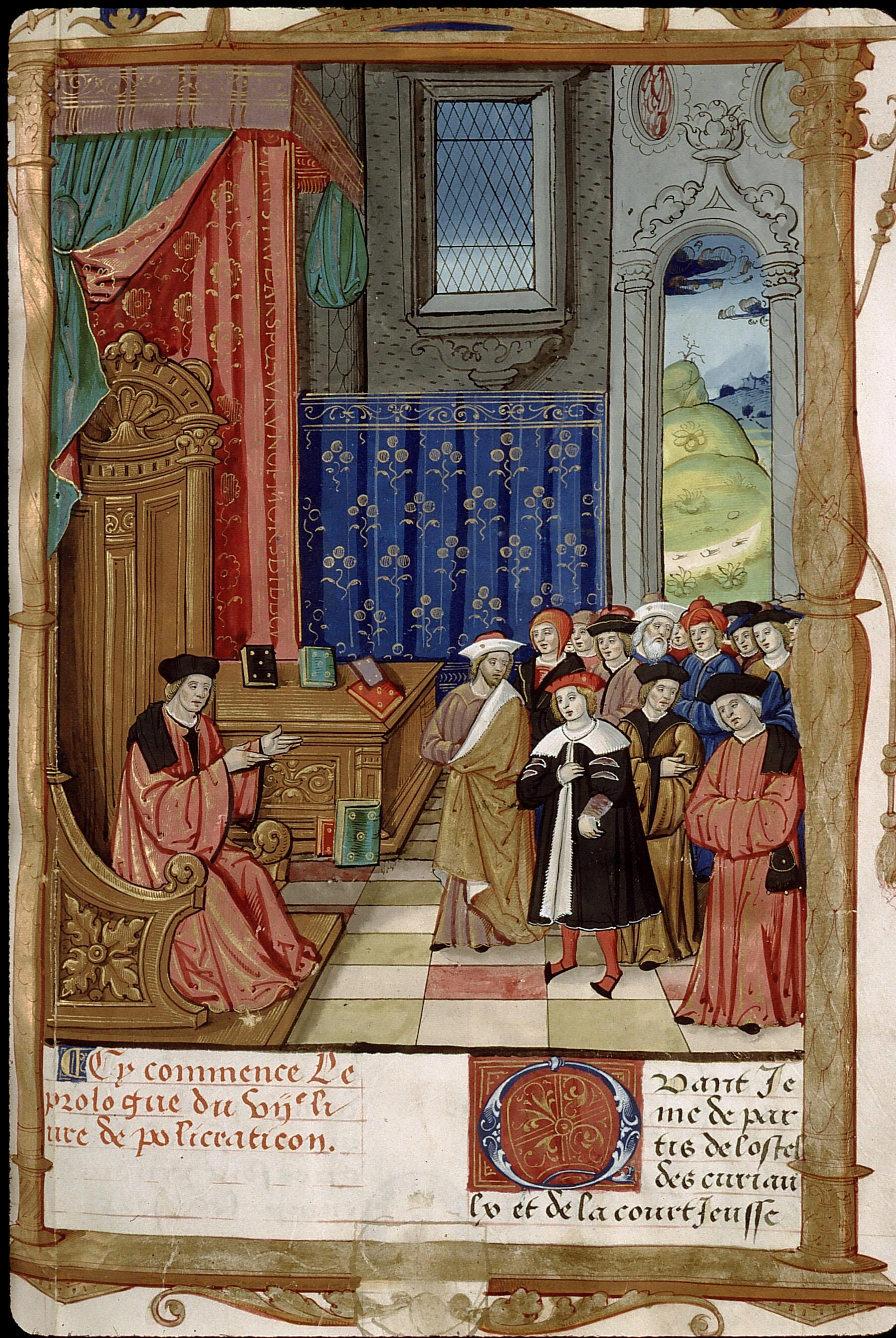
철학 강의를 하는 요안네스. 『폴리크라티쿠스』 프랑스어판 채식삽화.

요안네스 사레스베리엔시스(라틴어: Ioannes Saresberiensis: 1110년대 하반-1180년 10월 25일)는 12세기의 잉글랜드인 철학자, 외교관으로 샤르트르 주교를 역임했다. 요한네스 파르부스(라틴어: Johannes Parvus→키 작은 요한)라는 필명을 사용했다.

## 생애
잉글랜드 솔즈베리에서 태어났다. 당시 잉글랜드의 지배민족인 노르만인이 아니라 피지배민족인 앵글로색슨인으로, 한미한 출신이었다. 그 밖에 그의 초기생에 대해서는 알려진 것이 없다. 1136년경 프랑스로 건너와 파리에서 피에르 아벨라르에게 배웠다.
선생들과 동료 학생들에 대한 요안네스의 생생한 기록은 파리 대학교 초창기를 살펴볼 수 있는 귀중한 사료가 된다.:324 아벨라르가 파리를 떠나자 요안네스는 로베르투스 멜리두넨시스를 사사했다. 1137년, 요안네스는 샤르트르로 가서 굴리엘무스 데 콘치스에게 문법학을, 베르나르두스 카르노텐시스의 제자인 Richard l'Evêque에게 수사학과 논리학, 고전학을 배웠다. 베르나르두스의 가르침은 플라톤주의적 경향과 라틴어 작가들에 대한 연구를 강조한 점에서 특이했다. 그 중에서도 후자의 영향이 요안네스의 모든 저술에서 두드러지게 나타난다.
1140년경 요안네스는 파리로 돌아가 길베르투스 포레타누스, 로베르투스 풀루스에게 신학을 배우면서 귀족들의 가정교사로 생계를 꾸렸다. 1148년, 친구 페트루스 켈렌시스와 함께 트루아 교구의 무티에라셀(Moutiers-la-Celle) 대수도원에 머물렀다. 1148년에는 랭스 공의회를 참관했다. 이 때 랭스에 머물면서 베르나르두스 클라라에발렌시스에게 캔터베리 대주교 테오발두스 베켄시스를 소개받아 테오발두스의 비서가 되었다.
요안네스는 7년동안 테오발두스의 비서로 일했다. 캔터베리 대교구에 머물면서 요안네스는 테오발두스의 제자 토머스 베켓을 알게 되었고, 그에게도 큰 영향을 받았다. 이 시기에 요안네스는 테오발두스의 비서로서 여러 번 교황청에 파견되었고, 그 와중에 교황 하드리아노 4세가 되는 니콜라스 브레이크스피어와 알게 되었다. 하드리아노 4세가 교황이 되고 이듬해인 1155년, 요안네스는 베네벤토의 하드리아노 4세를 방문해 여러 달을 머물렀다. 그 뒤로도 적어도 두 번은 더 로마에 가서 교황의 막하에 머물렀던 것으로 보인다.
1159년, 요안네스는 그의 대표작인 『폴리크라티쿠스』와 『메탈로기콘』을 완성했다. 1161년 테오발두스가 죽자 후임 대주교가 된 토머스 베켓의 비서로 유임되었고, 베켓의 당여로서 잉글랜드 국왕 헨리 2세의 권력다툼에서 능동적으로 참여했다. 헨리 2세는 요안네스를 교황청의 끄나풀로 보았다.:324–326 1163년, 요안네스는 불명확한 이유로 헨리 2세의 노여움을 샀고 프랑스로 도망쳤다. 이후 6년간 랭스의 생레미 대수도원장이 된 친구 페트루스에게 의탁했다. 생레미에서 요안네스는 『교황사』(Historia Pontificalis)를 저술했다. 1170년, 요안네스는 토마스 베켓(1166년 프랑스로 망명)의 잉글랜드 귀국을 준비하는 대표단을 이끌었고, 그해 연말 토머스 베켓이 캔터베리 대성당에서 암살당할 때 그도 켄터베리에 있었다. 1174년, 요안네스는 엑서터 대성당의 금고지기가 되었다.
1176년, 요안네스는 샤르트르 주교로 서임되어 샤르트르에서 여생을 보냈다. 1179년 제3차 라테란 공의회에 열심히 참여했다. 1180년 10월 25일 샤르트르 근교에서 죽었다.

## 사상
요안네스 사레스베리엔시스의 저술들은 12세기 서유럽의 문학적, 과학적 위치를 알기 위한 탁월한 사료다. 요안네스는 중세 대학의 논리학과 수사학에 정통했고, 또한 유명론과 실재론의 양극단에 치우치지 않은 실용적 문제에 해박한 교양 있는 지성이었다. 그의 학문은 키케로의 문학적 회의주의에 바탕을 두고 있는데, 요안네스는 키케로를 존경하고 문체도 키케로의 것을 바탕으로 했다. 요안네스는 교육의 최종목적은 지적인 것을 넘어 도덕적인 것이라는 견해를 가졌고, 이러한 도덕적 교육의 비전은 서구문명 교육학의 주요 교리 중 하나가 되었다.  요안네스의 이런 교육관은 그가 살았던 시대의 스콜라 대학교육보다, 그 이전의 수도원 교육의 전통과 공통점이 더 많으며, 이후 르네상스 인문주의에서 비슷한 세계관이 다시 나타나게 된다.:325f
요안네스는 그리스 고전에 대해서는 무관심해서 번역조차 거의 하지 않았다. 반면 그는 당대 최고의 라틴어학자였다.
당대의 현실정치판에 직접 참여했던 정치가로서, 요안네스는 중세 최초의 정치이론서로 평가받는 『폴리크라티쿠스』를 저술했다. 요안네스의 정치철학은 성경과 로마법, 특히 유스티니아누스 법전에 전거를 둔 것이었다. 그는 군주란 신의 위엄을 지상에서 대행하는 자이고, 군주의 권력은 지상의 다른 모든 권위가 그러하듯이 신에게서 빌어온 것이라고 보았다. 그러므로 신민들은 신을 대행하는 군주에게 복종해야 한다. 그러나 군주의 일시적 권력은 교회의 영적인 권력에 의해 위임되는 것이므로, 군주에게는 자비와 연민의 편에 서서 법을 집행해야 할 책임이 부여되었다.:135 요안네스는 플루타르코스를 인용하여 군주에게는 신을 경배하고, 신민을 사랑하며, 자기수양에 노력하고, 신하들을 지도해야 할 네 가지 책임이 있다고 주장했다.:176 요안니스는 “법에 복종하며 법이 명령하는 바에 따라 백성을 다스리고, 스스로를 백성의 머슴으로 여겨야” 참된 군주이며, 그러지 않는 지배자는 군주가 아니라 참주라고 했다. 요안네스는 시스라와 홀로페르네스, 율리아누스 등을 참주의 예로 거론했다. 요안네스는 신의 대행자인 군주를 죽이는 시해는 엄히 처벌되어야 하지만, 신성한 법을 거스르는 참주는 죽여도 될 뿐 아니라 죽여야만 한다고 했다.  고전시대 이래로 방벌(tyrannicide)의 개념이 서양에 재등장한 것은 이것이 처음이다.